# 訃報 2017年5月
訃報 2017年5月（ふほう 2017ねん5がつ）では、2017年5月に物故した、又は物故が報じられた人物についてまとめる。

## (1日 - 15日)

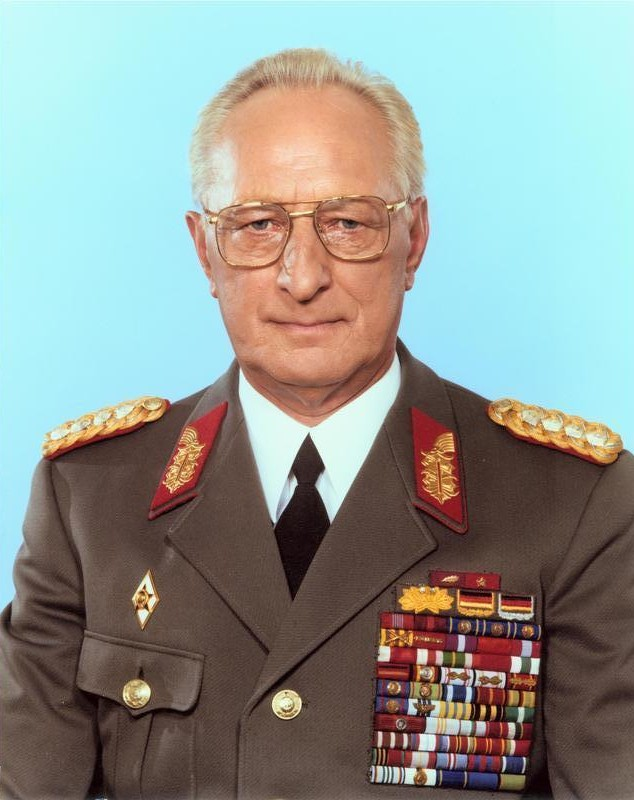
ハインツ・ケスラー／5月2日没

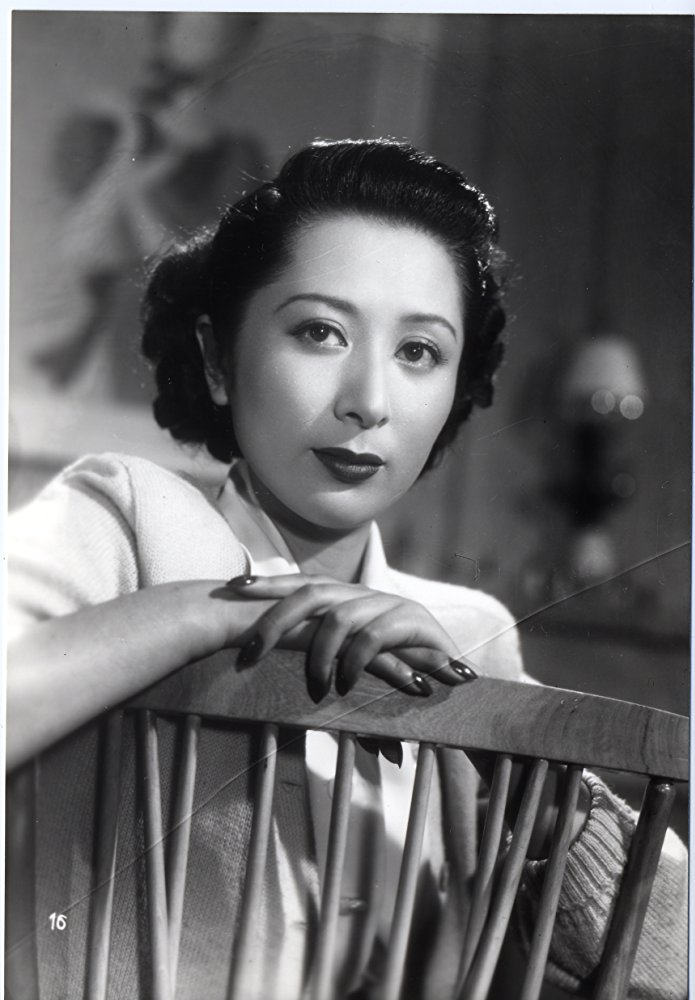
月丘夢路／5月3日没

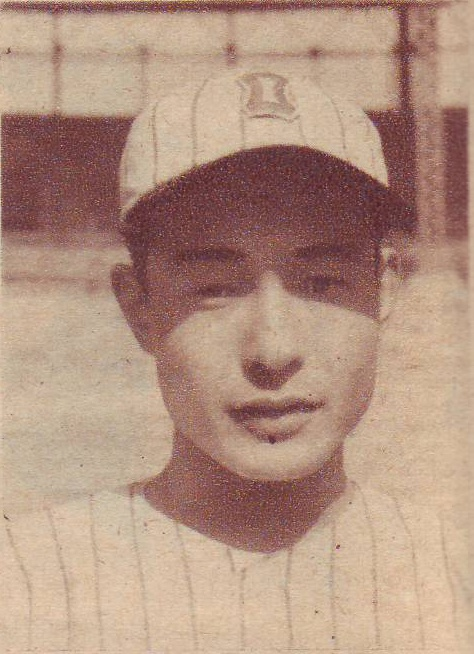
西尾慈高／5月5日没

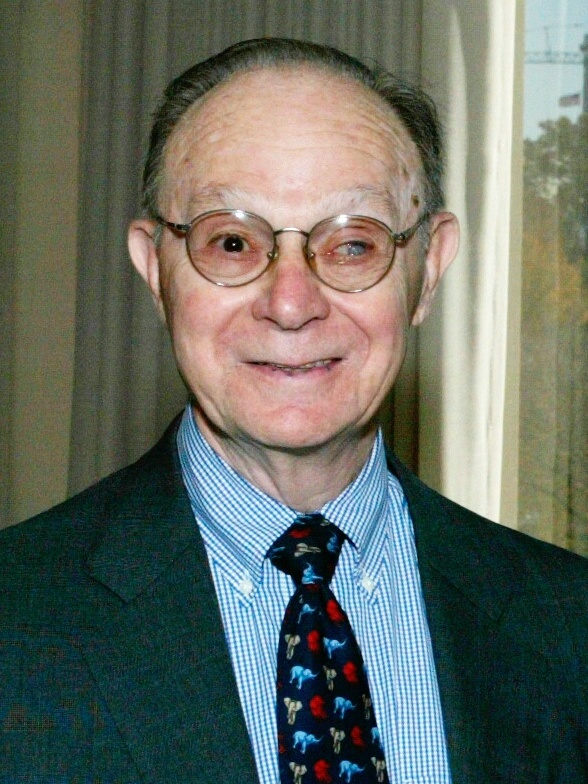
アラン・メルツァー／5月8日没

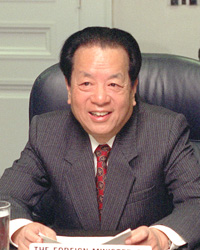
銭其琛／5月9日没

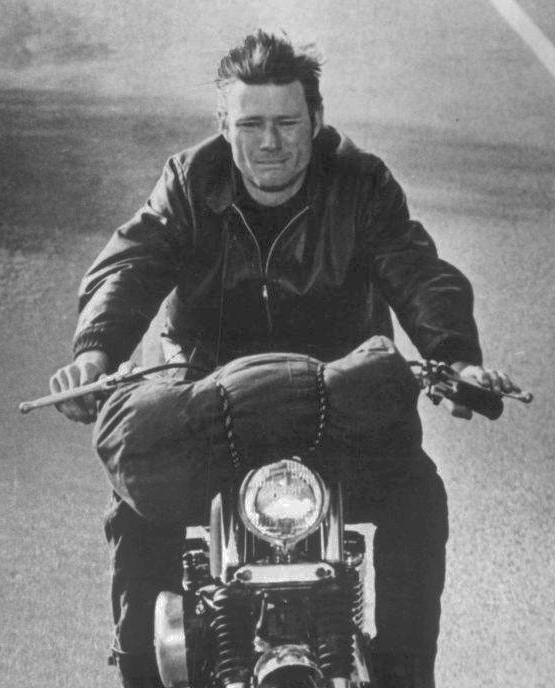
マイケル・パークス／5月9日没

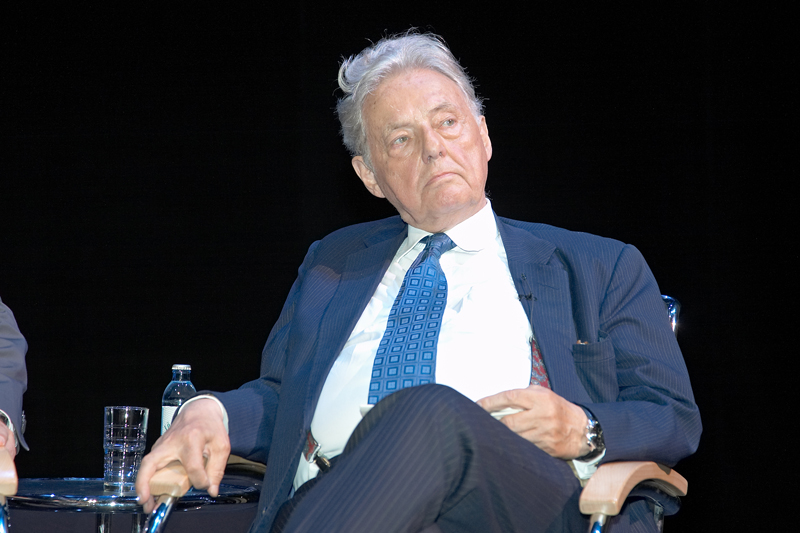
ヨアヒム・カイザー／5月11日没

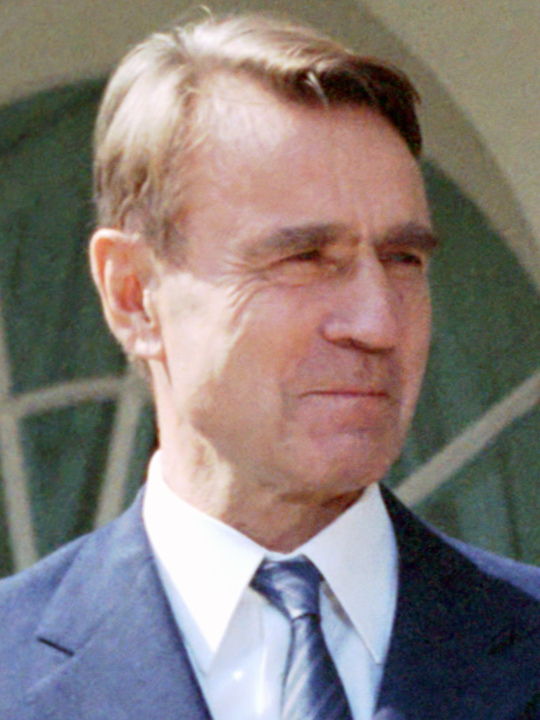
マウノ・コイヴィスト／5月12日没

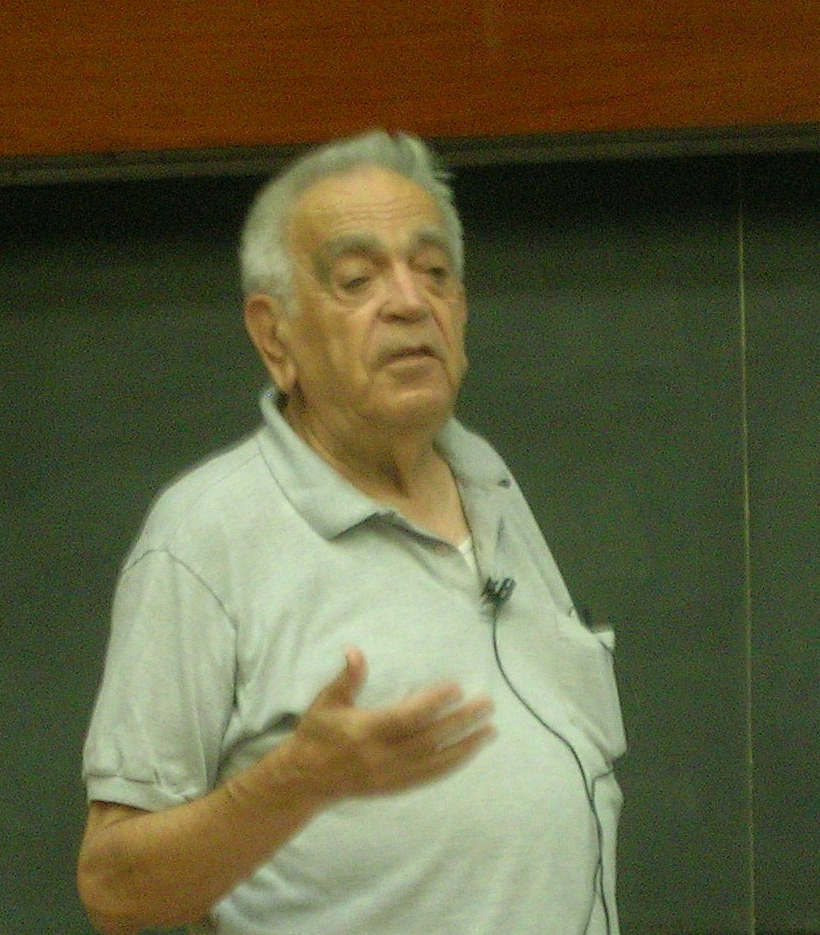
アモツ・ザハヴィ／5月12日没

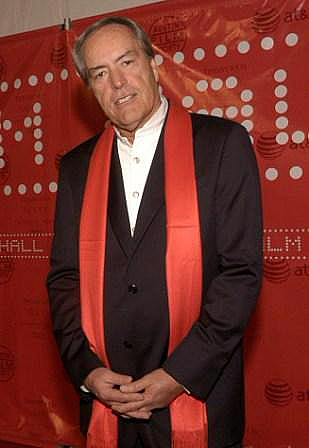
パワーズ・ブース／5月14日没

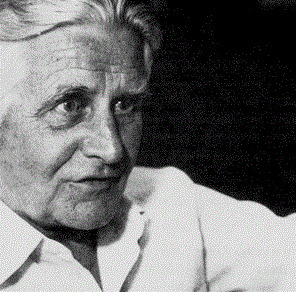
カール＝オットー・アーペル／5月15日没

- 5月1日 - ピエール・ガスパール＝ユイ、フランスの映画監督、脚本家（* 1917年）[1]
- 5月1日 - モハメド・タルビ（アラビア語版）、チュニジアの歴史学者（* 1921年）[2]
- 5月1日 - ジャネット・ピルグリム、アメリカ合衆国のモデル、女優（* 1934年）[3]
- 5月1日 - 田宮昌行、日本の実業家、タミヤ社長（* 1958年?）[4][5]
- 5月2日 - ハインツ・ケスラー、ドイツ民主共和国（旧東ドイツ）の軍人、国防大臣（* 1920年）[6]
- 5月2日 - 土門正夫、日本のスポーツアナウンサー【元NHKアナウンサー】（* 1930年）[7]
- 5月2日 - 古浦敏生、日本の言語学者、広島大学名誉教授（* 1939年）[8]
- 5月2日 - 松下俊男、日本の政治家、福岡県中間市長（* 1944年）[9]
- 5月2日 - 広瀬一郎、日本のスポーツコンサルタント、実業家（* 1955年）[10]
- 5月3日 - 井上和子、日本の言語学者、神田外語大学名誉教授（* 1919年）[11]
- 5月3日 - 月丘夢路、日本の女優、元宝塚歌劇団（* 1922年）[12]
- 5月3日 - 安井収蔵、日本の美術評論家（* 1926年）[13]
- 5月3日 - 重渕雅敏、日本の実業家、元TOTO会長、元北九州商工会議所会頭（* 1935年）[14]
- 5月3日 - 内藤恵夫、日本の実業家、元関東天然瓦斯開発社長（* 1938年?）[15]
- 5月3日 - 泥憲和、日本の平和運動家、元自衛官（* 1954年）[16]
- 5月3日 - ルーカス・アマン、スイスの俳優（* 1912年）[17]
- 5月3日 - アブドゥラヒ・シェイク・アッバース（英語版）、ソマリアの政治家、公共事業・国土再建担当大臣（* 1985年）[18]
- 5月4日 - ウィリアム・ボーモル、アメリカ合衆国の経済学者（* 1922年）[19]
- 5月4日 - エドウィン・シェリン、アメリカ合衆国の映画監督（* 1930年）[20]
- 5月4日 - 福井文雅、日本の仏教学者、早稲田大学名誉教授（* 1934年）[21]
- 5月4日 - 小宮山文男、日本の実業家、銀座ルノアール会長（* 1949年）[22]
- 5月5日 - アドルフ・キーファー（英語版）、アメリカ合衆国の元競泳選手、ベルリンオリンピック男子100m背泳ぎ金メダリスト（* 1918年）[23]
- 5月5日 - 布赫（中国語版）、中華人民共和国の政治家、第八期、九期全国人民代表大会常務委員会副委員長（* 1926年）[24]
- 5月5日 - 仲田政弘、日本の実業家、元立花商会社長（* 1932年?）[25]
- 5月5日 - 長田守央、日本の政治家、元福島県鏡石町長（* 1933年?）[26]
- 5月5日 - 西尾慈高、日本のプロ野球選手（投手）【大阪タイガース・中日ドラゴンズ】（* 1934年）[27]
- 5月5日 - 飯島哲夫、日本の映画評論家（* 1939年）[28]
- 5月6日 - 北原じゅん、日本の作曲家、作詞家、編曲家（* 1929年）[29]
- 5月6日 - 河原四郎、日本の実業家、元大同生命保険社長（* 1930年）[30]
- 5月7日 - 小川政亮、日本の法学者、日本社会事業大学名誉教授（* 1920年）[31]
- 5月7日 - 桐山輝彦、日本の実業家、元神戸屋社長（* 1927年）[32]
- 5月7日 - 谷本巍、日本の政治家、元参議院議員【日本社会党・社会民主党所属】（* 1928年）[33]
- 5月7日 - 矢内克侑、日本の政治家、元福島県古殿町長（* 1928年?）[34]
- 5月7日 - 坂野義光、日本の映画監督（* 1931年）[35]
- 5月7日 - グラン・アパッチェ、メキシコのプロレスラー（* 1959年）[36]
- 5月8日 - アラン・メルツァー、アメリカ合衆国の経済学者 (* 1928年)[37]
- 5月8日 - 山田廣作、日本の音楽プロデューサー（* 1941年）[38]
- 5月9日 - 枝広圭介、日本の実業家、元常盤薬品社長（* 1925年）[39]
- 5月9日 - 銭其琛、中華人民共和国の外交官、中国共產党第十四期、十五期中央政治局委員、元国務委員、元国務院副總理、元外交部長（* 1928年）[40]
- 5月9日 - 立川涼、日本の環境化学者、元高知大学学長（* 1930年）[41]
- 5月9日 - マイケル・パークス、アメリカ合衆国の俳優、歌手（* 1940年）[42]
- 5月9日 - 桑原一良、日本の実業家、松源会長（* 1951年?）[43]
- 5月9日 - 岩田美生、日本の歌手、The STRUMMERSメンバー（* 1966年）[44]
- 5月9日 - 一色徳保、日本の歌手、つばきメンバー（* 1979年）[45]
- 5月10日 - 竹内外史、日本の数学者、論理学者（* 1926年）[46]
- 5月10日 - 畑尻熊夫、日本の政治家、元和歌山県熊野川町長（* 1926年?）[47]
- 5月10日 - 大野木克信、日本の銀行家、元日本長期信用銀行頭取（* 1937年?）[48]
- 5月10日 - 瀬戸将男、日本のアナウンサー【ニッポン放送所属】（* 生年不明）[49]
- 5月11日 - 尾上兼英、日本の中国文学者、東京大学名誉教授（* 1927年）[50]
- 5月11日 - ヨアヒム・カイザー、ドイツの音楽評論家、作家（* 1928年）[51]
- 5月11日 - 田幸淳男、日本の実業家、元信越放送社長、元電算社長（* 1934年）[52]
- 5月11日 - 三友正夫、日本の実業家、元電業社機械製作所社長（* 1935年）[53]
- 5月11日 - 村上智彦、日本の医師（* 1961年）[54]
- 5月12日 - 飯島和、日本の実業家、山崎製パン名誉顧問（* 1914年）[55]
- 5月12日 - 馬場信雄、日本の教育工学者、元宇都宮大学長（* 1922年）[56]
- 5月12日 - マウノ・コイヴィスト、フィンランドの政治家、元大統領、元首相（* 1923年）[57]
- 5月12日 - アモツ・ザハヴィ、イスラエルの進化生物学者、テルアビブ大学動物学部名誉教授（* 1928年）[58]
- 5月12日 - 于素秋（中国語版）、香港の俳優（* 1930年）[59]
- 5月12日 - 16代木村玉光、日本相撲協会（大相撲）元三役格行司（* 1950年）[60]
- 5月13日 - 平松一郎、日本の実業家、元東京創元社社長（* 1924年?）[61]
- 5月13日 - 花田春兆、日本の俳人、日本障害者協議会顧問 (* 1926年）[62]
- 5月13日 - 能村庸一、日本のアナウンサー、フジテレビ元アナウンサー、時代劇プロデューサー（* 1941年）[63]
- 5月14日 - 宮田保夫、日本の実業家、元三国コカ・コーラボトリング社長（* 1921年）[64]
- 5月14日 - 羽鳥嘉弥、日本の実業家、元ダイドーリミテッド社長（* 1928年）[65]
- 5月14日 - パワーズ・ブース、アメリカ合衆国の俳優（* 1948年）[66]
- 5月15日 - 後藤はつの、日本の画家（* 1903年）[67]
- 5月15日 - 佐々木成子、日本の声楽家、メゾソプラノ歌手（* 1920年）[68]
- 5月15日 - カール＝オットー・アーペル、ドイツの哲学者（* 1922年）[69]
- 5月15日 - 日下武史、日本の俳優、声優（* 1931年）[70]
- 5月15日 - 猪哥亮（中国語版）、台湾のお笑いタレント (* 1946年)[71][72]
- 5月15日 - ハビエル・バルデス・カルデナス（英語版）、メキシコのジャーナリスト（* 1967年）[73]
- 5月上旬 - さくらいとおる、日本のゲームクリエイター（* 生年不詳）[74]

## (16日 - 31日)

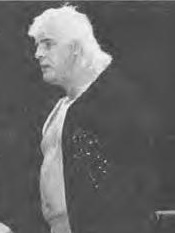
ダグ・サマーズ／5月16日没

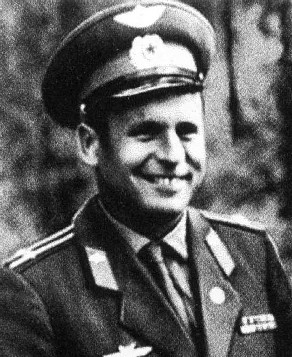
ヴィクトル・ゴルバトコ／5月17日没

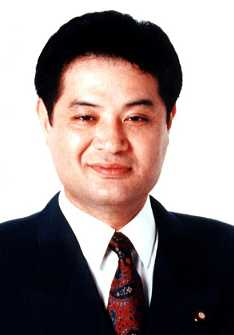
坂井隆憲／5月17日没

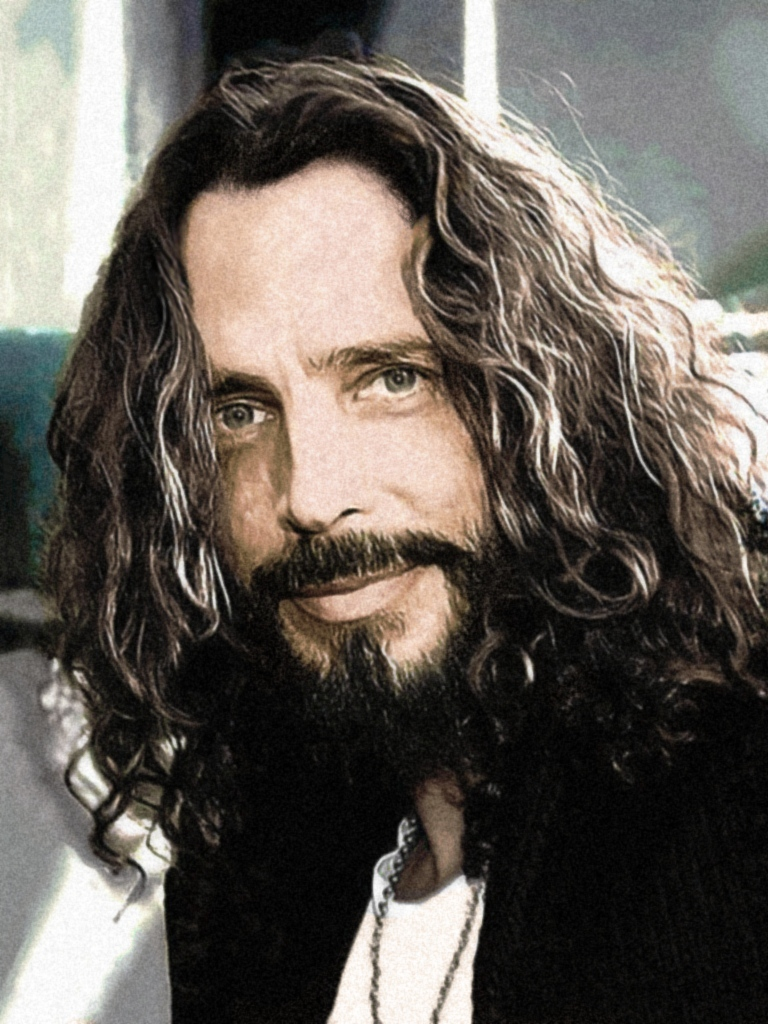
クリス・コーネル／5月17日没

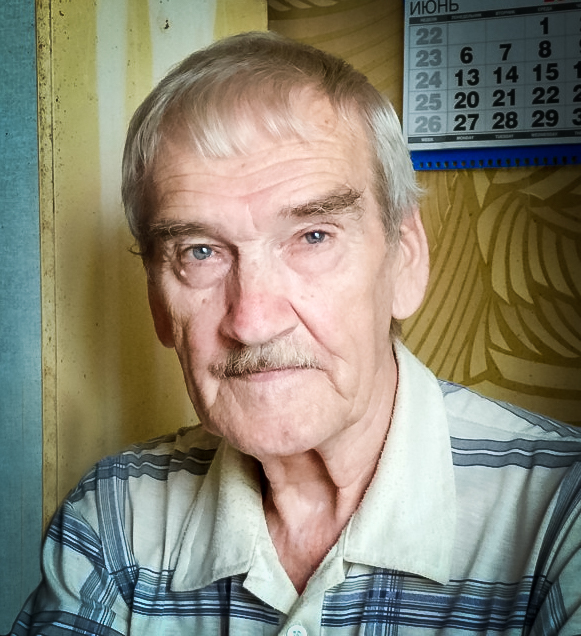
スタニスラフ・ペトロフ／5月19日没

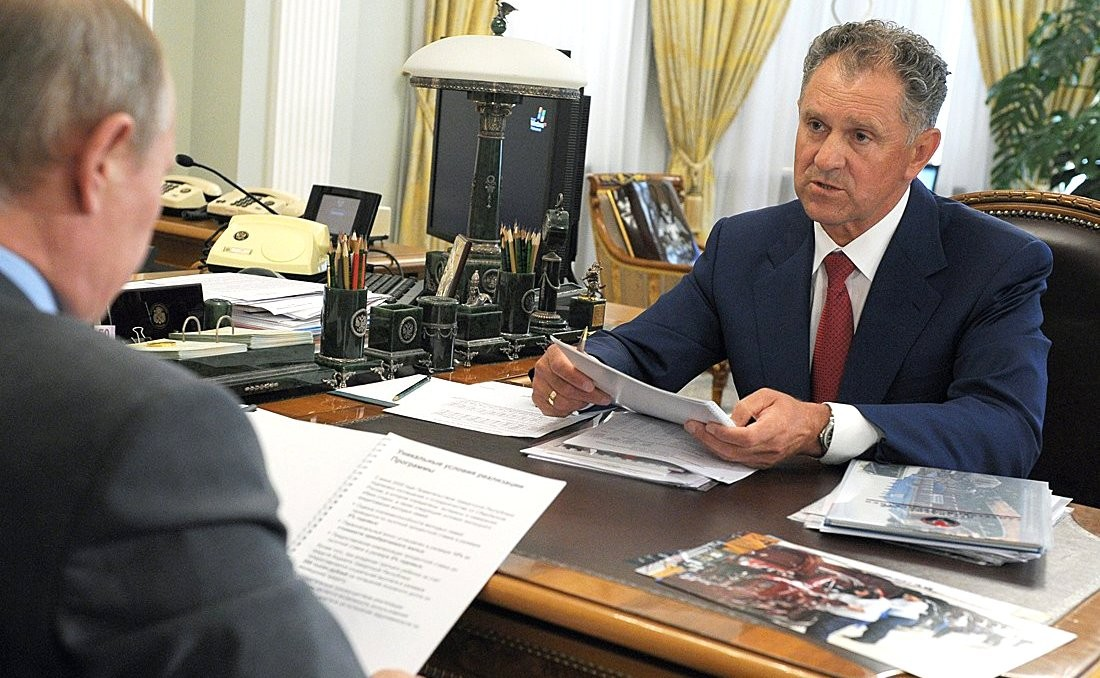
アレクサンドル・ヴォルコフ／5月20日没

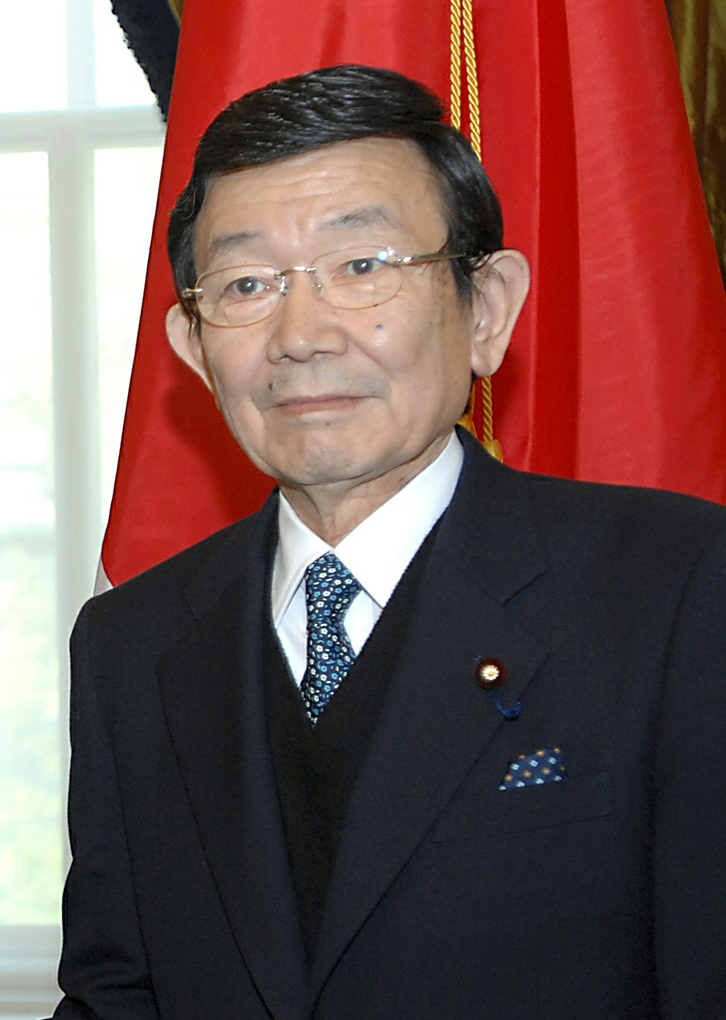
与謝野馨／5月21日没

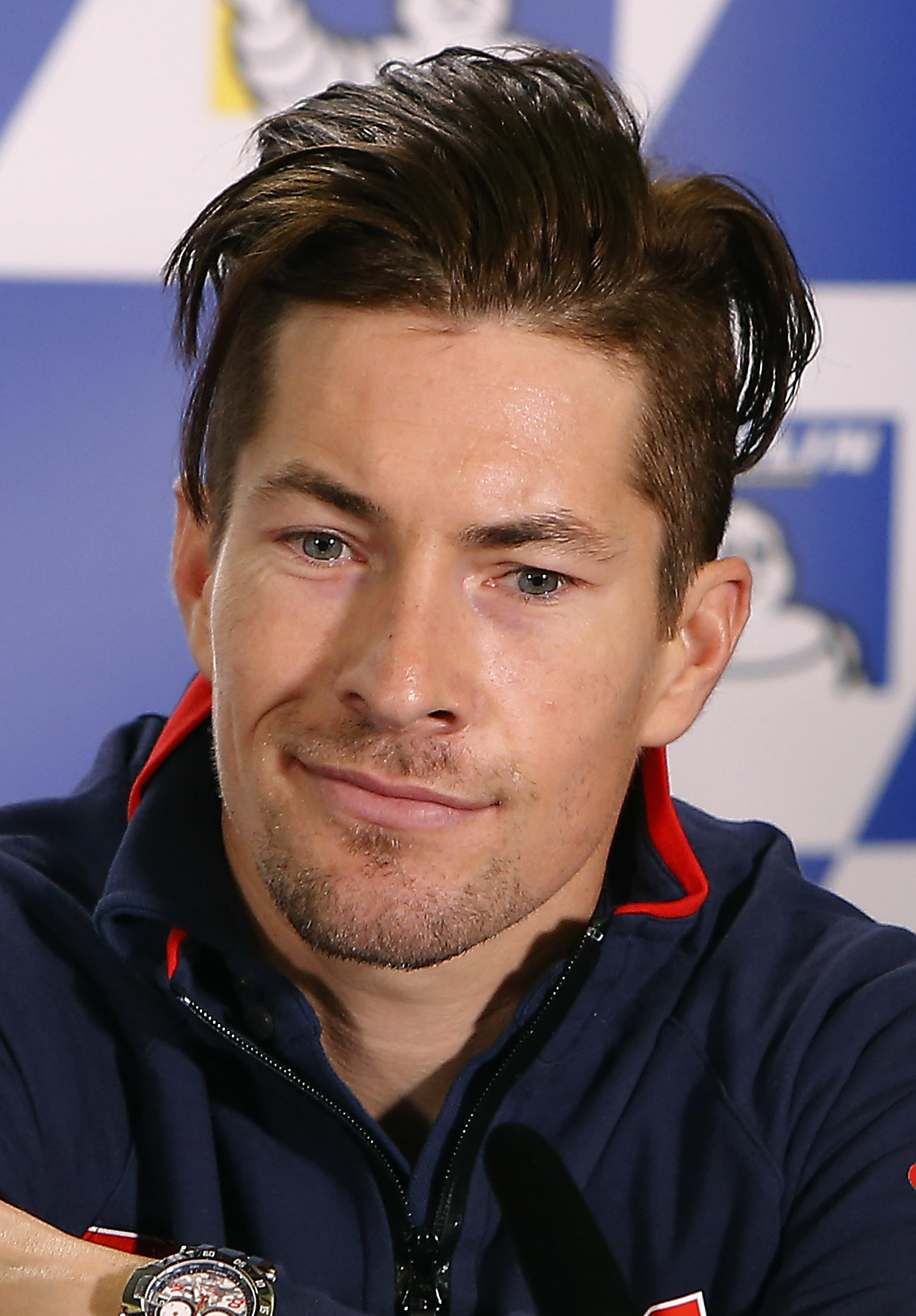
ニッキー・ヘイデン／5月22日没

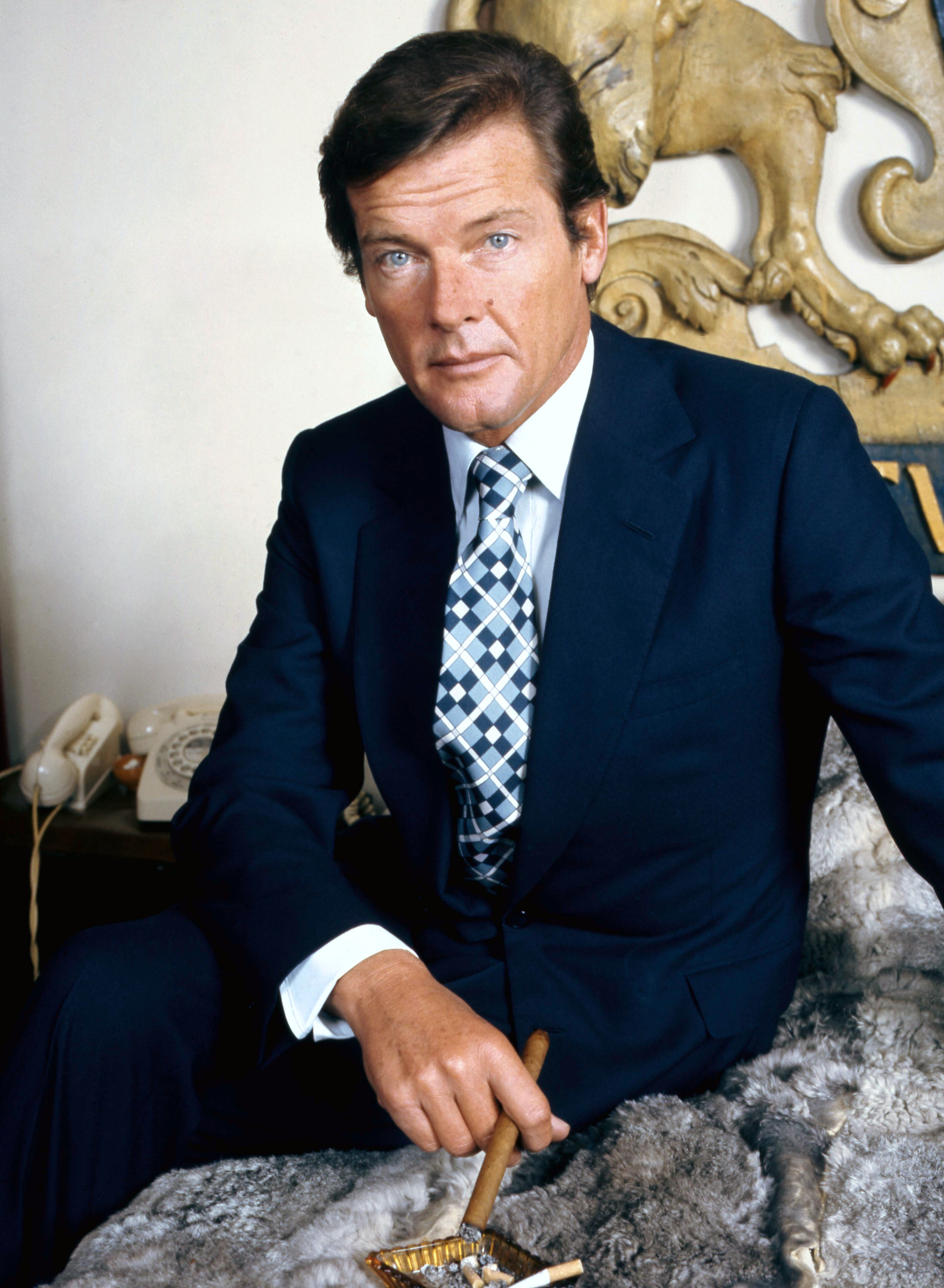
ロジャー・ムーア／5月23日没

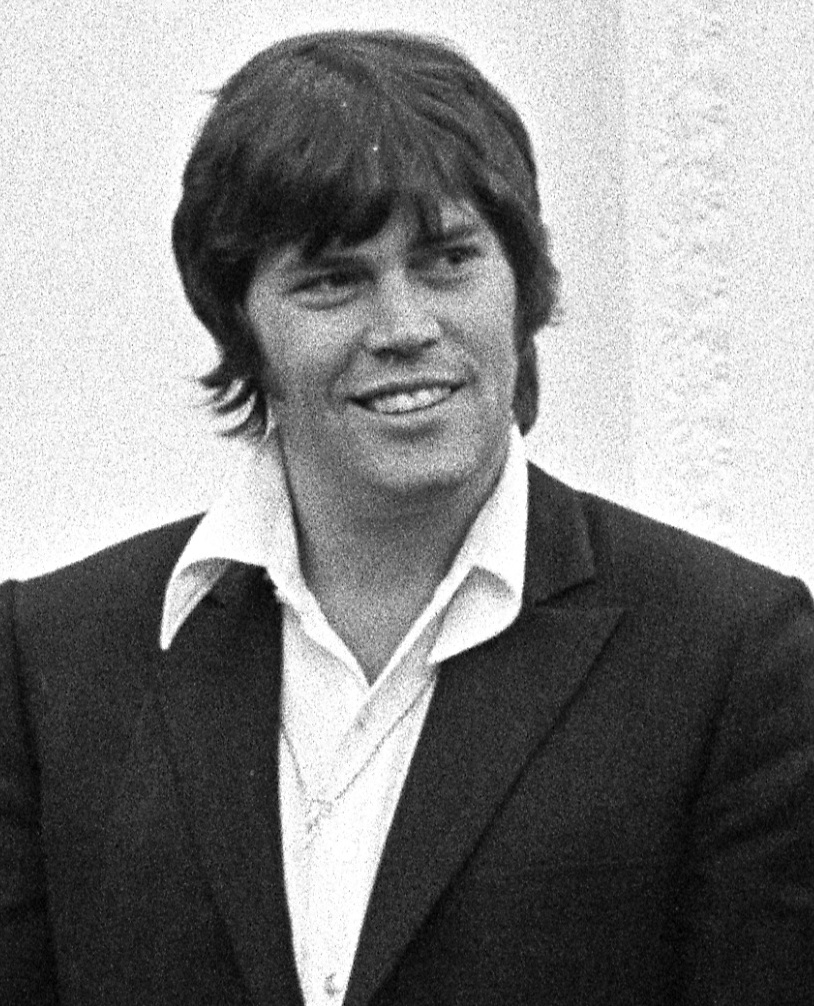
デル・ソニー・ウェスト／5月24日没

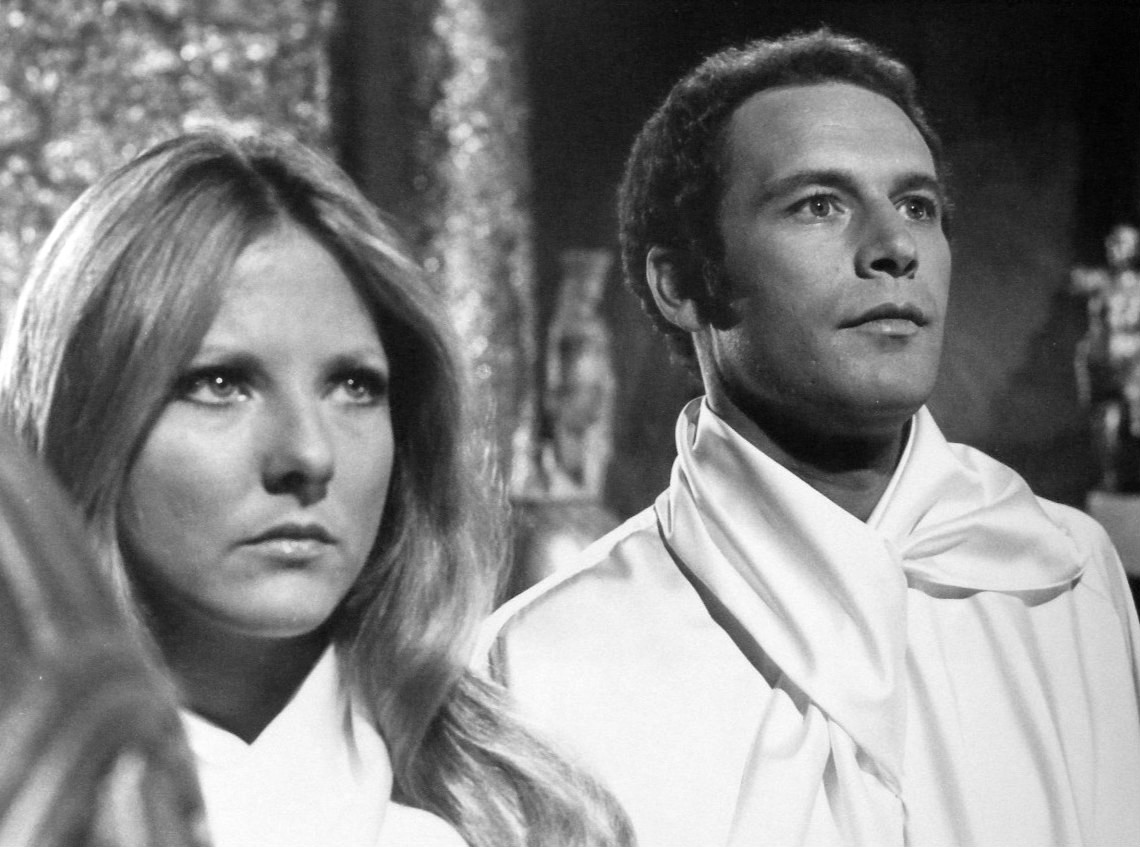
ジャレッド・マーティン（右）／5月24日没

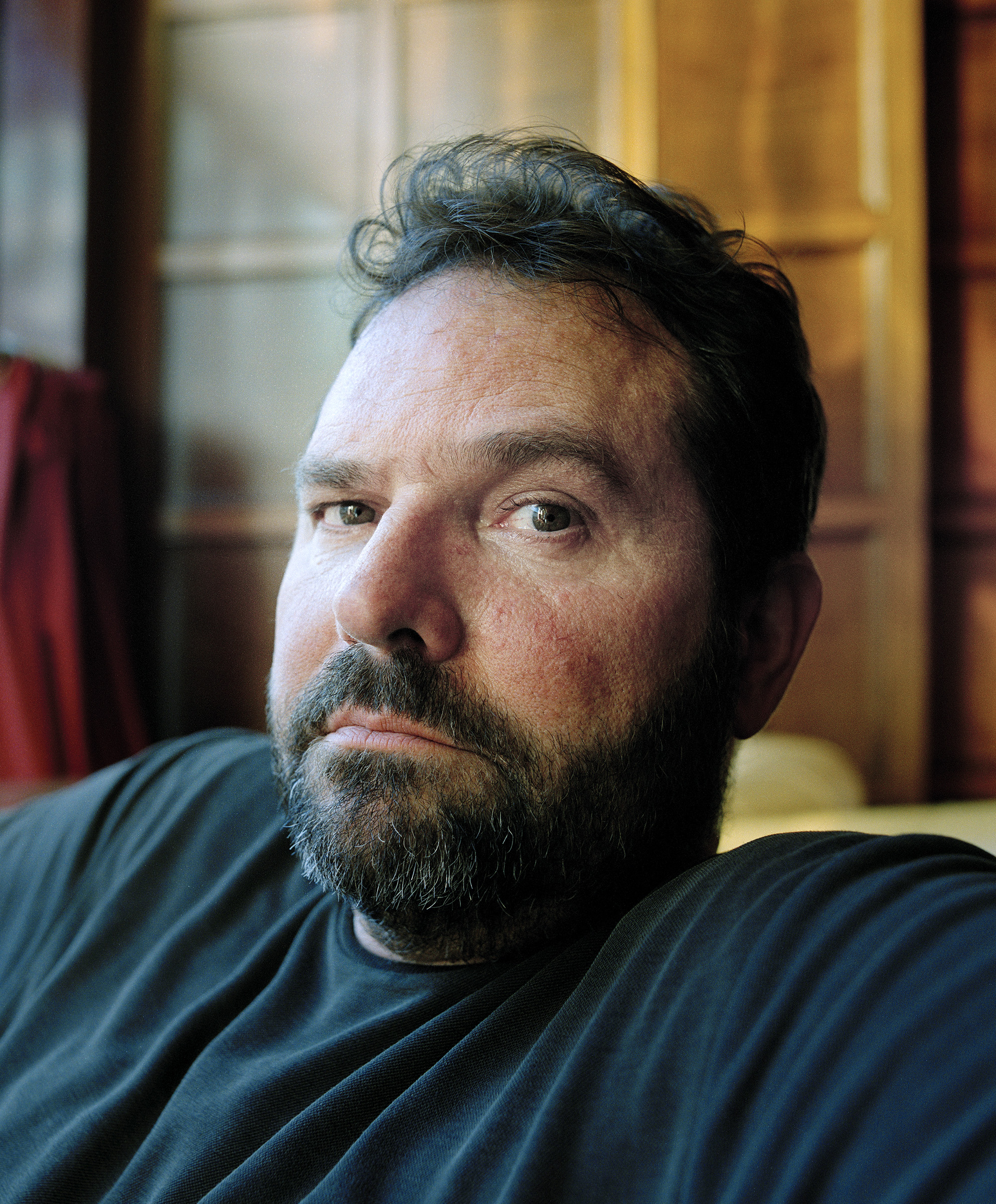
デニス・ジョンソン／5月24日没

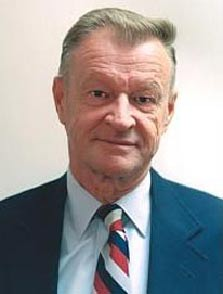
ズビグネフ・ブレジンスキー／5月26日没

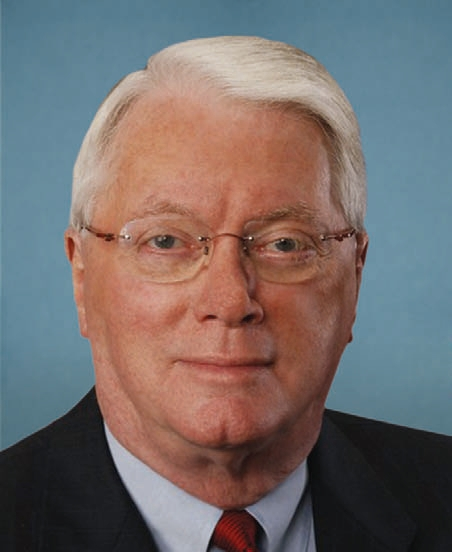
ジム・バニング／5月27日没

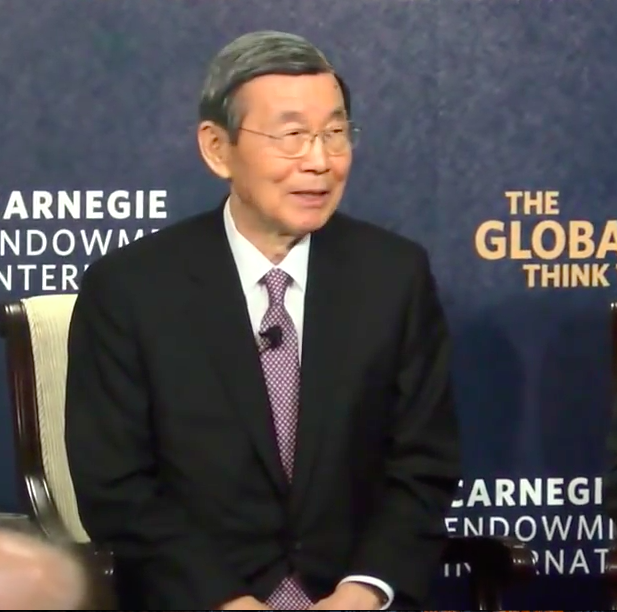
玄鴻柱／5月27日没

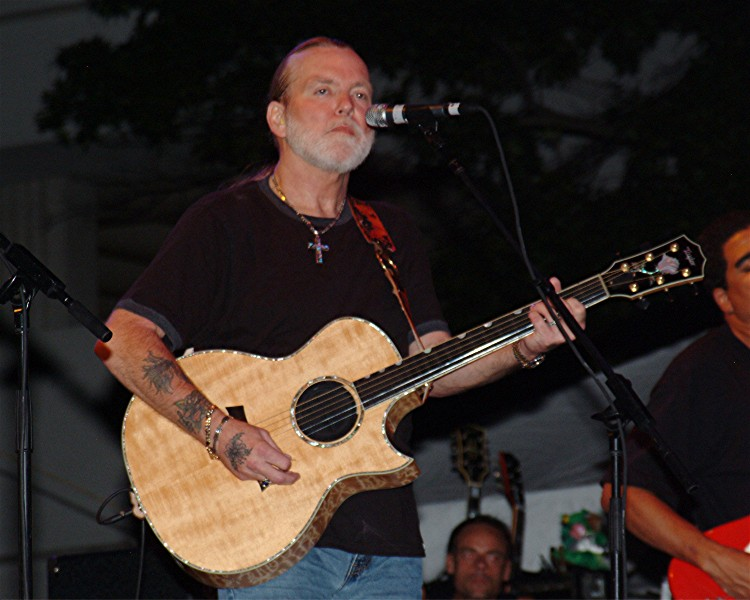
グレッグ・オールマン／5月27日没

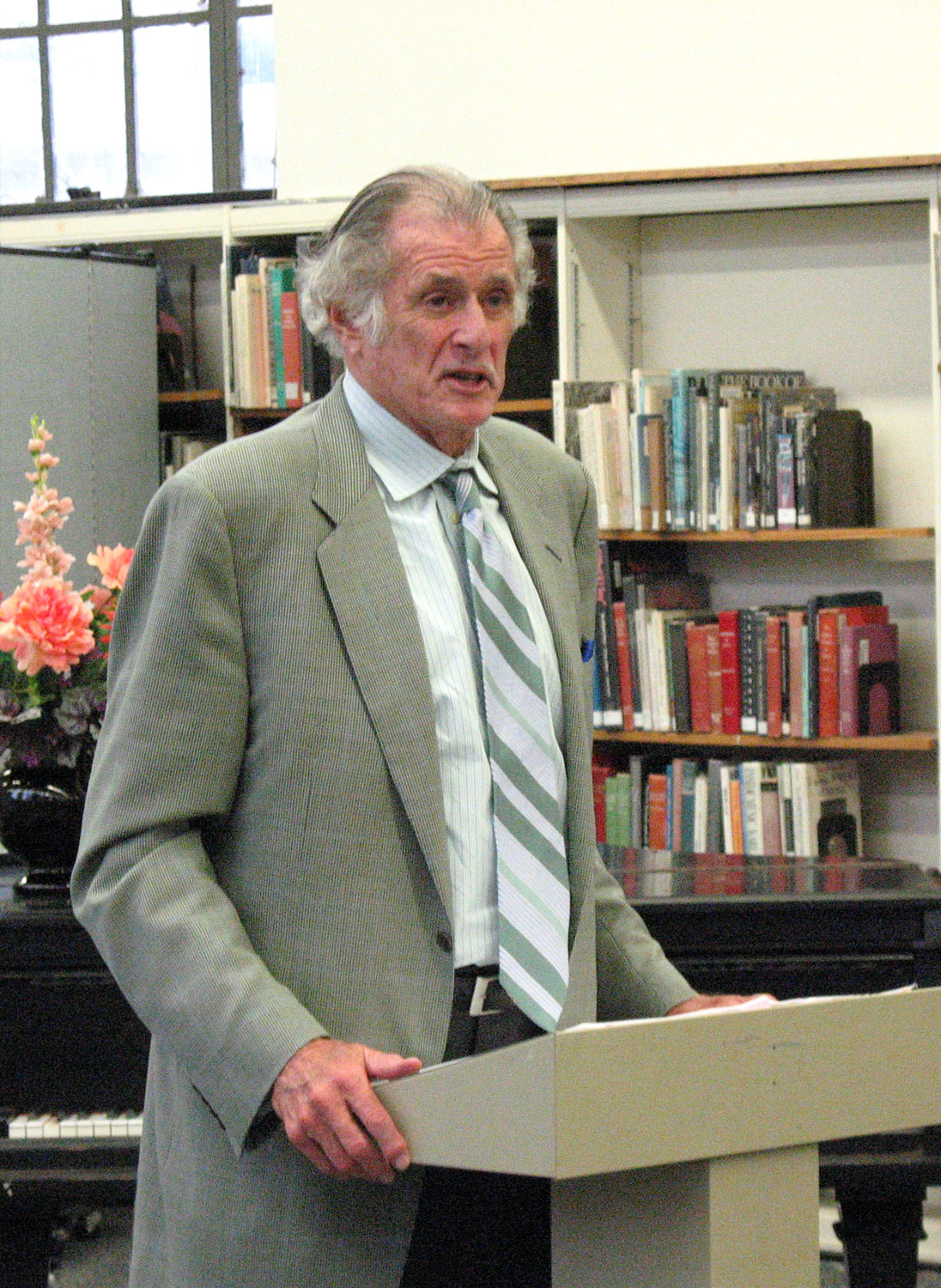
フランク・デフォード／5月28日没

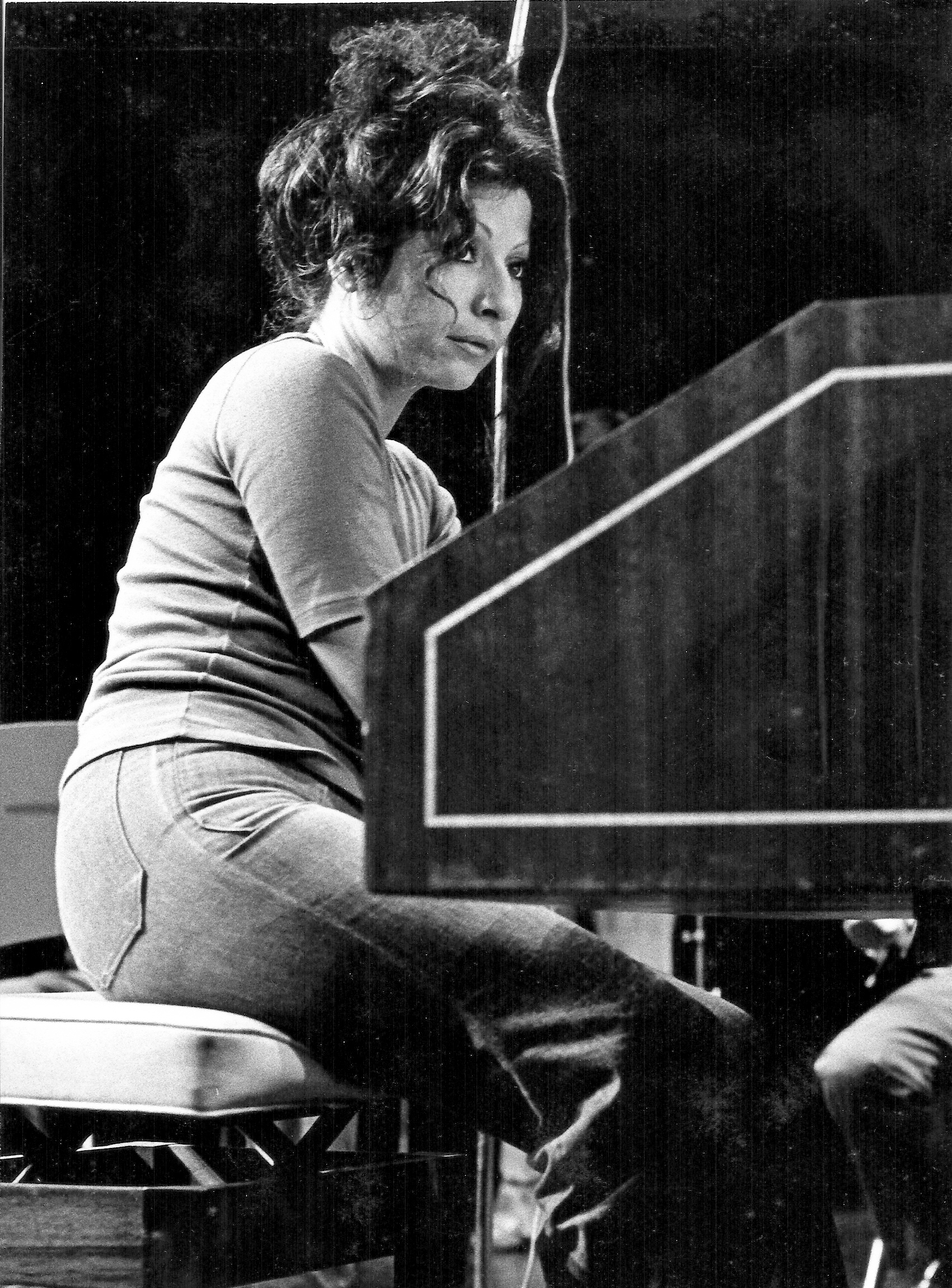
エリーザベト・ホイナツカ／5月28日没

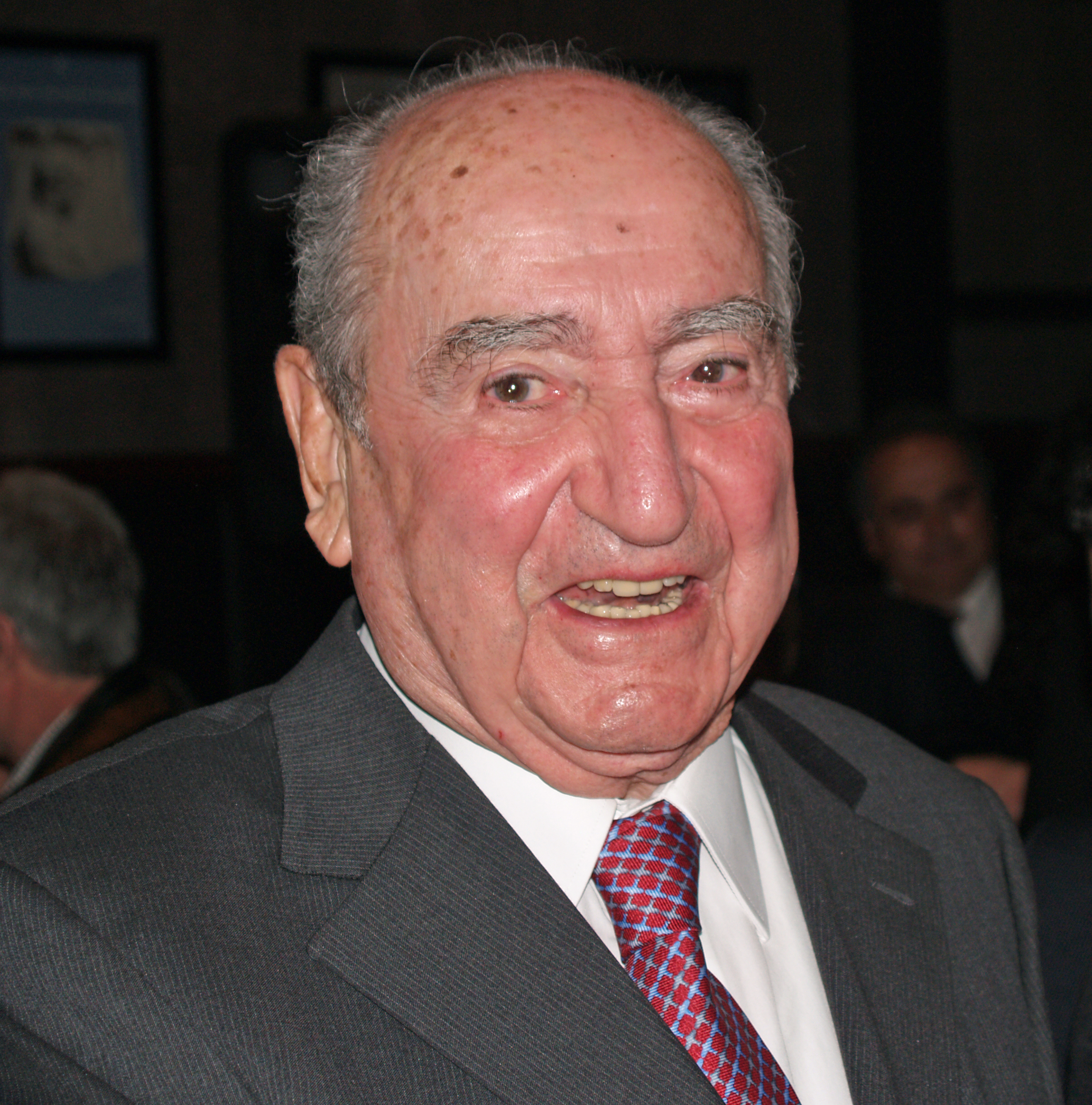
コンスタンディノス・ミツォタキス／5月29日没

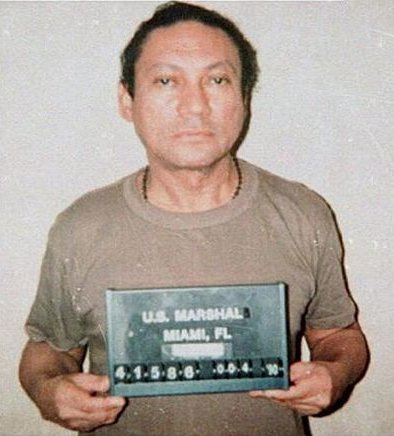
マヌエル・ノリエガ／5月29日没

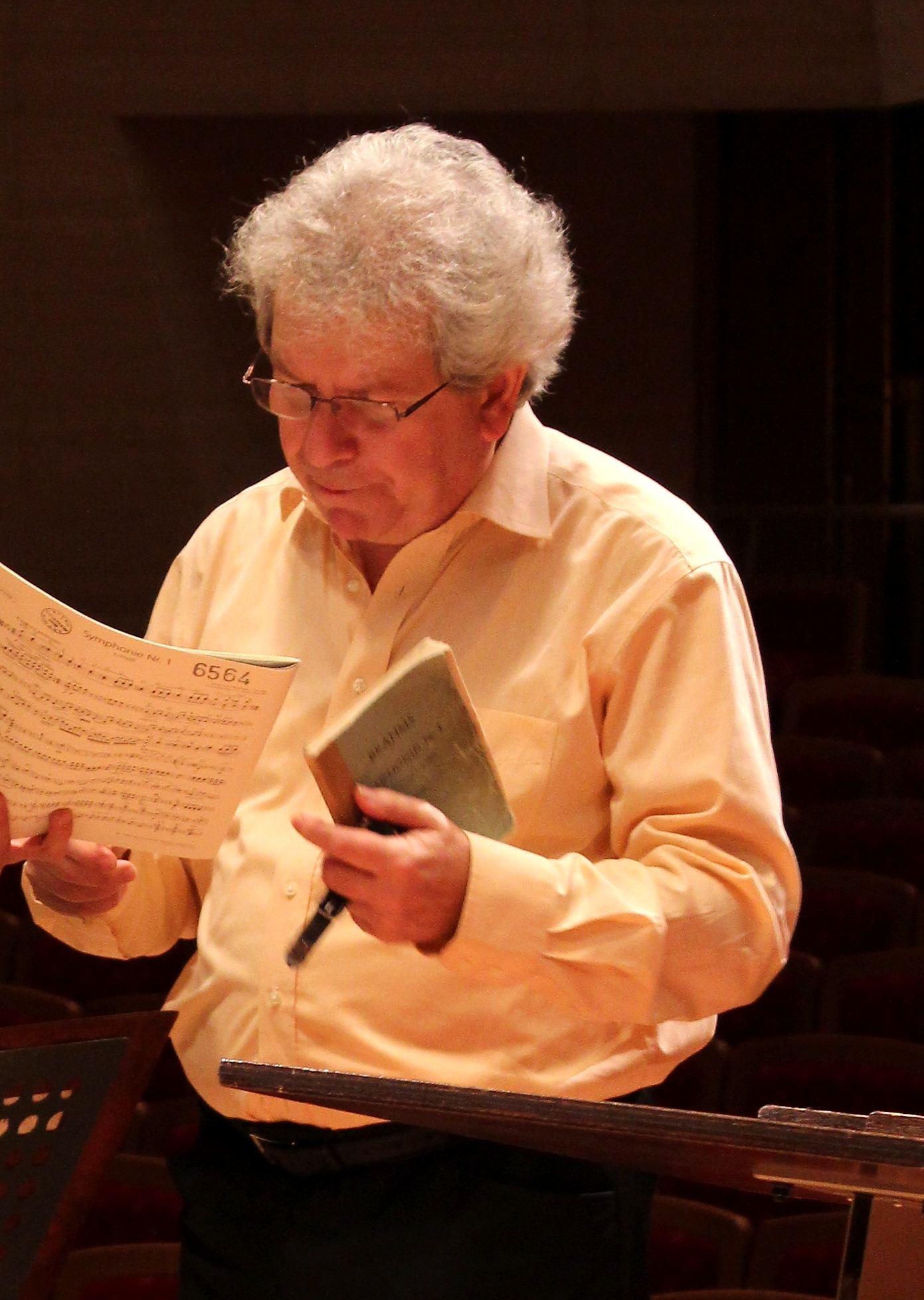
イルジー・ビエロフラーヴェク／5月31日没

- 5月16日 - ダグ・サマーズ、アメリカ合衆国の元プロレスラー（* 1951年）[75]
- 5月17日 - 須江久、日本の実業家、元中部日本放送常務（* 1928年または1929年）[76][77]
- 5月17日 - 林有厚、日本の実業家、元東京ドーム社長、元日本ボクシングコミッションコミッショナー（* 1930年）[78]
- 5月17日 - ヴィクトル・ゴルバトコ、ソビエト連邦（現・ロシア連邦）の宇宙飛行士（* 1934年）[79]
- 5月17日 - 坂井隆憲、日本の政治家、元自由民主党衆議院議員（* 1947年）[80]
- 5月17日 - クリス・コーネル、アメリカ合衆国のシンガー、ギタリスト、ソングライター（* 1964年）[81]
- 5月18日 - 井崎元作、日本の政治家、元佐賀県有明町長（* 1924年?）[82]
- 5月18日 - ロジャー・エイルズ（英語版）、アメリカ合衆国の実業家、FOXニュース初代CEO（* 1940年）[83]
- 5月18日 - 小堀進、日本の実業家、小堀社長（* 1949年）[84]
- 5月18日 - キム・ジソク、韓国のエクゼクディプログラマー（* 1960年）[85]
- 5月18日 - フランキー・ポール（英語版）、ジャマイカのレゲエアーティスト（* 1965年）[86]
- 5月18日 - 能見達也、日本の俳優、『五星戦隊ダイレンジャー』出演者（* 1969年）[87]
- 5月19日 - 杉田豊、日本のグラフィック・デザイナー、絵本作家、筑波大学名誉教授（* 1930年）[88]
- 5月19日 - 黒見哲夫、日本の政治家、元鳥取県境港市長（* 1932年）[89]
- 5月19日 - スタニスラフ・ペトロフ、ソビエト連邦防空軍の元軍人（* 1939年）[90]
- 5月19日 - スタンリー・グリーン、アメリカ合衆国の報道写真家（* 1949年）[91]
- 5月19日 - 市村直樹、日本の空手家（* 1966年）[92]
- 5月19日 - ダビド・ビストロン（英語版）、チェコのプロサッカー選手（* 1982年）[93]
- 5月20日 - 須藤富雄、日本の政治家、元茨城県東海村長（* 1927年?）[94]
- 5月20日 - 池原義郎、日本の建築家（* 1928年）[95]
- 5月20日 - 小川国彦、日本の政治家、元日本社会党衆議院議員、元千葉県成田市長（* 1933年）[96]
- 5月20日 - 湯浅良雄、日本の経済学者、元愛媛大学副学長（* 1946年）[97]
- 5月20日 - アレクサンドル・ヴォルコフ、ロシアの政治家、初代ウドムルト共和国大統領（* 1951年）[98]
- 5月21日 - 小林宏、日本の化学者、九州大学名誉教授（* 1932年）[99]
- 5月21日 - 与謝野馨、日本の政治家、元衆議院議員、通商産業大臣、内閣官房長官兼拉致問題担当大臣、財務大臣兼金融担当大臣、経済財政担当大臣【自由民主党・たちあがれ日本所属】（* 1938年）[100]
- 5月22日 - 野村靖、日本の政治家、元徳島県阿南市長（* 1931年）[101]
- 5月22日 - ニッキー・ヘイデン、アメリカ合衆国のオートバイレーサー （* 1981年）[102]
- 5月23日 - 荒木良治、日本の作詞家（* 1924年）[103]
- 5月23日 - ロジャー・ムーア、イギリスの俳優（* 1927年）[104]
- 5月24日 - デル・ソニー・ウェスト、アメリカ合衆国の俳優（* 1938年）[105]
- 5月24日 - ジャレッド・マーティン、アメリカ合衆国の俳優（* 1941年）[106]
- 5月24日 - 大道寺将司、日本の新左翼活動家、俳人、東アジア反日武装戦線リーダー格（* 1948年）[107]
- 5月24日 - デニス・ジョンソン、アメリカ合衆国の小説家、詩人（* 1949年）[108]
- 5月25日 - 岡田英弘、日本の東洋史学者、東京外国語大学名誉教授 (* 1931年)
- 5月25日 - 堀口賢一、日本の政治家、元岐阜県谷汲村長（* 1946年?）[109]
- 5月26日 - ズビグネフ・ブレジンスキー、ポーランド出身でアメリカ合衆国在住の政治学者、元アメリカ合衆国国家安全保障問題担当大統領補佐官（* 1928年）[110]
- 5月26日 - 小栗祐治、日本のカーリング指導者、常呂カーリング協会初代会長（* 1929年）[111]
- 5月26日 - 斎藤茂樹、日本の政治家、元福島県三島町長（* 1939年）[112]
- 5月26日 - ラウラ・ビアジョッティ（イタリア語版）、イタリアのファッションデザイナー（* 1943年）[要出典]
- 5月27日 - 山田實、日本の写真家（* 1918年）[113]
- 5月27日 - ジム・バニング、アメリカ合衆国の政治家、元上院議員、元プロ野球選手（投手）（* 1931年）[114]
- 5月27日 - 玄鴻柱、大韓民国の外交官、政治家、弁護士、元検察官、元在アメリカ大使（* 1940年）[115]
- 5月27日 - グレッグ・オールマン、アメリカ合衆国のミュージシャン（* 1947年）[116]
- 5月28日 - フランク・デフォード、アメリカ合衆国の作家（* 1938年）[117]
- 5月28日 - エリーザベト・ホイナツカ、ポーランド出身のフランスのチェンバロ奏者（* 1939年）[118]
- 5月29日 - コンスタンディノス・ミツォタキス、ギリシャの政治家、元首相（* 1918年）[119]
- 5月29日 - 井戸田侃、日本の法学者、弁護士、立命館大学名誉教授（* 1928年）[120]
- 5月29日 - マヌエル・ノリエガ、パナマの軍人、政治家（* 1934年）[121]
- 5月29日 - ボグダン・ドチェフ（英語版、ブルガリア語版）、ブルガリアのサッカー審判員（* 1935年）[122]
- 5月30日 - 吉本晴彦、日本の実業家、大阪マルビル元会長（* 1923年）[123]
- 5月30日 - モリー・ピーターズ（英語版）、イギリスの女優（* 1942年）[124]
- 5月31日 - フレッド・J・コーネカンプ、アメリカ合衆国の撮影監督（* 1922年）[125]
- 5月31日 - 杉本苑子、日本の小説家（* 1925年）[126]
- 5月31日 - 田中仙翁、日本の茶道家、前大日本茶道学会会長（* 1928年）[127]
- 5月31日 - ラドリー・メツガー、アメリカ合衆国の映画製作者、映画配給者、映画監督（* 1929年）[128]
- 5月31日 - 長谷川博隆、日本のローマ史研究者、名古屋大学名誉教授（* 1931年）[129]
- 5月31日 - 河井弘、日本の政治家、元千葉県関宿町長（* 1936年）[130]
- 5月31日 - イルジー・ビエロフラーヴェク、チェコの指揮者（* 1946年）[131]
- 5月31日 - 永山文雄、日本の政治家、元自由民主党衆議院議員（* 1950年）[132]
- 5月31日 - 西村元一、日本の医師、金沢赤十字病院副院長（* 1958年）[133]